# 比蒂维尔 (肯塔基州)
比蒂维尔（英語：Beattyville），是美国肯塔基州的一座城市。建立于1850年，面积约为5.4平方公里（2.1平方英里）。根据2010年美国人口普查，该市的人口为1,307人。